# Red Sea FC
Red Sea Football Club w skrócie Red Sea FC – erytrejski klub piłkarski z siedzibą w Asmarze, występujący w pierwszej lidze erytrejskiej.

## Sukcesy
- I liga[1]:
  - mistrzostwo (13):  1995, 1998, 1999, 2000, 2002, 2005, 2009, 2010, 2011, 2012, 2013, 2014, 2019.

- Puchar Etiopii[2]:
  - zwycięstwo (1):  1981, 1983.

## Występy w afrykańskich pucharach
| Sezon | Rozgrywki                 | Runda   | Kraj     | Klub             | Dom | Wyjazd | Dwumecz      |
| ----- | ------------------------- | ------- | -------- | ---------------- | --- | ------ | ------------ |
| 1998  | Puchar Zdobywców Pucharów | wstępna | Etiopia  | Wolaita Tussa SC | 3–3 | 2–0    | 5–3          |
| 1998  | Puchar Zdobywców Pucharów | 1       | Egipt    | Ismaily SC       | 0–0 | 2–2    | 2–2          |
| 1998  | Puchar Zdobywców Pucharów | 2       | Mozambik | CD Costa do Sol  | 1–2 | 1–5    | 2–7          |
| 1999  | Liga Mistrzów             | 1       | Rwanda   | Rayon Sports FC  | 1–1 | 0–2    | 1–3          |
| 2000  | Liga Mistrzów             | wstępna | Kenia    | Tusker FC        | 1–1 | 1–1    | 2–2 (k. 1–4) |
| 2001  | Liga Mistrzów             | wstępna | Czad     | Tourbillon FC    | 2–0 | 0–2    | 2–2 (k. 4–2) |
| 2001  | Liga Mistrzów             | 1       | Egipt    | Al-Ahly Kair     | 1–0 | 0–3    | 1–3          |
| 2003  | Liga Mistrzów             | wstępna | Kenia    | Nzoia United     | 2–0 | 0–2    | 2–2 (k. 3–5) |
| 2006  | Liga Mistrzów             | wstępna | Kenia    | Tusker FC        | 0–1 | 1–3    | 1–4          |

## Stadion
Domowe mecze klub rozgrywa na stadionie o nazwie Cicero Stadium w Asmarze, który może pomieścić 10000 widzów.